# Campeonato Uruguayo de Fútbol Femenino 2010
El Campeonato Uruguayo de Fútbol Femenino 2010 fue la decimocuarta edición del Campeonato Uruguayo de Fútbol Femenino. 
El torneo consistió en un campeonato de todos contra todos, coronándose campeón el Club Nacional de Football.

## Equipos participantes

### Datos de los equipos
| Club                 | Ciudad     | Estadio                    | Capacidad | Fundación                | Temporadas | Temp. Consecutivas | Títulos | Subtítulos | 2009 |
| -------------------- | ---------- | -------------------------- | --------- | ------------------------ | ---------- | ------------------ | ------- | ---------- | ---- |
| Bella Vista          | Montevideo | -                          | -         | 4 de octubre de 1920     | 2          | 1                  | —       | —          | 6°   |
| Cerro                | Montevideo | -                          | -         | 1 de diciembre de 1922   | 5          | 3                  | —       | —          | 4°   |
| Colón                | Montevideo | Parque Doctor Carlos Suero | 2.000     | 12 de marzo de 1907      | 1          | 1                  | —       | —          | 7°   |
| Fénix                | Montevideo | -                          | -         | 7 de julio de 1916       | 4          | 1                  | —       | —          | 10°  |
| Huracán              | Montevideo | -                          | -         | 1 de agosto de 1954      | 7          | 6                  | —       | 2          | 8°   |
| Juventud             | Canelones  | -                          | -         | 24 de diciembre de 1935  | —          | —                  | —       | —          | —    |
| Montevideo Wanderers | Montevideo | -                          | -         | 15 de octubre de 1933    | 8          | 3                  | —       | 1          | 9°   |
| Nacional             | Montevideo | -                          | -         | 14 de mayo de 1899       | 8          | 1                  | 2       | 4          | 3°   |
| River Plate          | Montevideo | -                          | -         | 11 de mayo de 1932       | 7          | 3                  | 2       | 1          | 1°   |
| San Francisco        | Canelones  | Parque Manuel Borrazás     | -         | 19 de septiembre de 1958 | 1          | 1                  | —       | —          | 13°  |
| Sud América          | Montevideo | -                          | -         | 15 de febrero de 1914    | —          | —                  | —       | —          | —    |
| UdelaR               | Montevideo | -                          | -         | -                        | 5          | 5                  | —       | —          | 11°  |

Notas: Los datos estadísticos corresponden a los campeonatos uruguayos oficiales. Las fechas de fundación de los equipos son las declaradas por los propios clubes implicados. La columna «Estadio» refleja el estadio donde el equipo más veces oficia de local en sus partidos, pero no indica que sea su propietario. Véase también: Estadios de fútbol de Uruguay.

## Posiciones
| Pos. | Equipos              | PJ | PG | PE | PP | GF | GC | Dif. | Pts. |
| ---- | -------------------- | -- | -- | -- | -- | -- | -- | ---- | ---- |
| 1.   | Nacional             | 11 | 10 | 1  | 0  | 58 | 7  | 51   | 31   |
| 2.   | River Plate          | 11 | 8  | 1  | 2  | 41 | 22 | 19   | 25   |
| 3.   | Colón                | 11 | 7  | 1  | 3  | 27 | 16 | 11   | 22   |
| 4.   | Montevideo Wanderers | 10 | 5  | 4  | 1  | 37 | 12 | 25   | 19   |
| 5.   | Bella Vista          | 9  | 5  | 1  | 3  | 21 | 11 | 10   | 16   |
| 6.   | Juventud             | 10 | 5  | 1  | 4  | 19 | 18 | 1    | 16   |
| 7.   | Cerro                | 11 | 4  | 3  | 4  | 14 | 12 | 2    | 15   |
| 8.   | Fénix                | 11 | 3  | 2  | 6  | 11 | 31 | −20  | 11   |
| 9.   | Huracán F.C.         | 10 | 2  | 3  | 5  | 19 | 16 | 3    | 9    |
| 10.  | UdelaR               | 11 | 2  | 3  | 6  | 12 | 28 | −16  | 9    |
| 11.  | San Francisco        | 10 | 1  | 2  | 7  | 10 | 44 | −34  | 5    |
| 12.  | Sud América          | 11 | 0  | 0  | 11 | 1  | 53 | −52  | 0    |

| Uruguay                                    |
| Campeón Uruguayo 2010 Nacional 3.er título |